# Torremocha de Jiloca

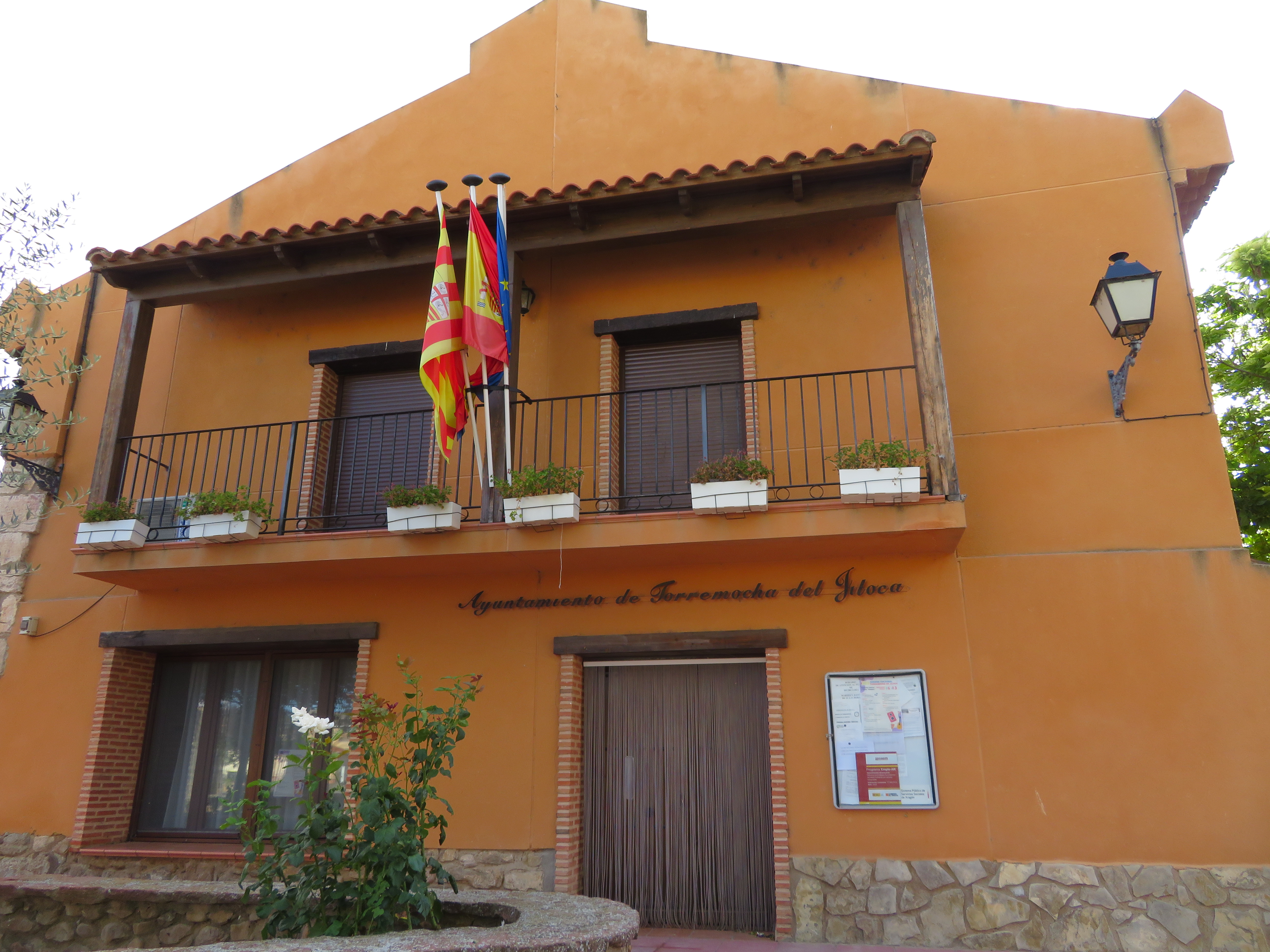
Ayuntamiento de Torremocha de Jiloca

Torremocha de Jiloca es un municipio y localidad española de la provincia de Teruel, en la comunidad autónoma de Aragón. El término municipal, ubicado en la comarca de la Comunidad de Teruel, tiene una población de 103 habitantes (INE 2024).

## Geografía
Pertenece a la comarca de Comunidad de Teruel. La localidad de Torremocha de Jiloca se encuentra situada a 33 km al noroeste de la capital, en la comarca del Alto Jiloca. El término municipal lo cruzan la Autovía Mudéjar (A-23) y la carretera N-234. Equidistante de Zaragoza (150 km) y Valencia, está muy bien comunicada gracias a la carretera nacional 234, Sagunto-Burgos, y por la Autovía Mudéjar.
El relieve del municipio está caracterizado por la depresión que forma el río Jiloca y por la sierra Palomera al este, en la que destaca el pico Palomera (1533 metros). La altitud oscila entre los 1533 metros y los 975 metros a orillas del río. El pueblo se encuentra a 981 metros sobre el nivel del mar. Limita con los municipios de Alba, Torrelacárcel, Aguatón, Santa Eulalia del Campo y Camañas.
El clima está claramente condicionado por la altura a la que se encuentra, en torno a los 1000 m Pese a registrar temperaturas bajas en invierno, con frecuentes heladas nocturnas, la sequedad del aire reduce la sensación térmica de frío haciéndose este mucho más soportable que en otras zonas con temperaturas mayores. Los veranos por contra presentan temperaturas suaves por las noches y calurosas por el día aunque no en exceso.

## Historia
A mediados del siglo XIX, el lugar contaba con una población censada de 245 habitantes. La localidad aparece descrita en el decimoquinto volumen del Diccionario geográfico-estadístico-histórico de España y sus posesiones de Ultramar de Pascual Madoz de la siguiente manera:

TORREMOCHA: l. con ayunt. y estafeta de correos en la prov. y dióc de Teruel (5 leg.), part. jud. de Albarracin (5), aud. terr. de Zaragoza (21) y c. g. de Aragón: sit. en una estensa llanura á la der. del r. Giloca, sobre la carretera de Teruel á Zaragoza ; el clima es frio y las enfermedades comunes calenturas intermitentes. Se compone de 45 casas; una escuela de niños concurrida por unos 24; igl. parr. San Cristóbal) servida por un cura de segundo ascenso, y un cementerio dentro del pueblo contiguo á la igl. Confina el térm. por el N. con el de Torre la Cárcel; E. Camañas; S. Sta. Eulalia, y O. Álava; pasa por él el r. anteriormente espresado, con cuyas aguas se riegan varias heredades. El terreno es llano, de buena calidad y mucho de regadío con dos deh., de las cuales una se riega. caminos: la calzada ya mencionada y varios vecinales. Llega el correo á esta estafeta;, de la que se distribuye la correspondencia para pueblos diferentes. prod.: centeno, cebada, avena, patatas, legumbres y pastos; hay cria de ganado lanar, vacuno y cabrío, caza de perdices y liebres y pesca de truchas. pobl.: 61 vec., 245 alm. riqueza imp.: 40.002 rs.
(Madoz, 1849, pp. 93-94)

Hasta la reforma de la nomenclatura municipal de 1916 el municipio se llamaba simplemente Torremocha. En dicha fecha su nombre fue modificado por el de Torremocha de Jiloca.

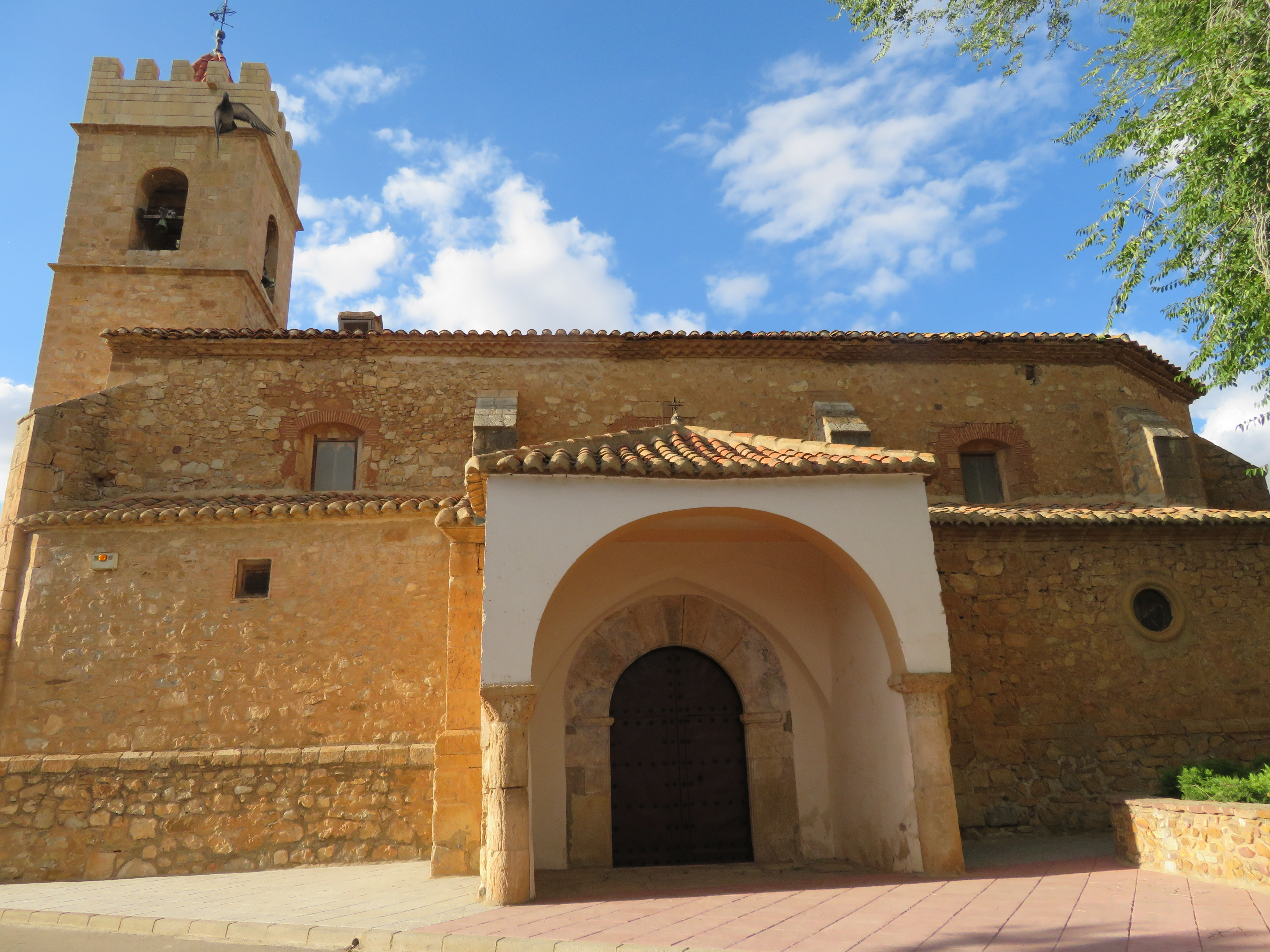
Iglesia de San Cristóbal, parroquia de Torremocha de Jiloca

## Demografía
Torremocha de Jiloca cuenta con una población de 103 habitantes (INE 2024).
| Gráfica de evolución demográfica de Torremocha de Jiloca entre 1842 y 2021 |
| |
| Población de derecho según los censos de población del INE Población de hecho según los censos de población del INEEn estos censos se denominaba Torremocha: 1842, 1857, 1860, 1877, 1887, 1897, 1900 y 1910 |

## Administración y política
| Período   | Alcalde                 | Partido |  |
| --------- | ----------------------- | ------- |  |
| 1979-1983 | Pío Ibáñez Clavero      | UCD     |  |
| 1983-1987 | Francisco Dobón Herrero | PSOE    |  |
| 1987-1991 | Francisco Dobón Herrero | PSOE    |  |
| 1991-1995 | Francisco Dobón Herrero | PSOE    |  |
| 1995-1999 | Francisco Dobón Herrero | PSOE    |  |
| 1999-2003 | Francisco Dobón Herrero | PSOE    |  |
| 2003-2007 | Francisco Dobón Herrero | PSOE    |  |
| 2007-2011 | Miguel Ángel Herrero    | PP      |  |
| 2011-2015 | Feliciano Guillén López | PP      |  |
| 2015-2019 | Feliciano Guillén López | PP      |  |
| 2019-2023 | Santiago Marco Sánchez  | PP      |  |
| 2023-2027 | Santiago Marco Sánchez  | PP      |  |

| Partido político    | Partido político                                   | 1995   | 1999   | 2003   | 2007   | 2011   | 2015   | 2019   | 2023   |
| Partido político    | Partido político                                   | Ediles | Ediles | Ediles | Ediles | Ediles | Ediles | Ediles | Ediles |
|                     | Partido Popular de Aragón (PP)                     | 1      | 1      | 1      | 4      | 4      | 4      | 4      | 4      |
|                     | Partido Aragonés (PAR)                             | —      | —      | —      | 1      | 1      | 1      | 1      | —      |
|                     | Partido de los Socialistas de Aragón (PSOE-Aragón) | 4      | 4      | 4      | —      | —      | —      | —      | 1      |
|                     | Chunta Aragonesista (CHA)                          | —      | —      | —      | —      | —      | —      | —      | —      |
| Total de concejales | Total de concejales                                | 5      | 5      | 5      | 5      | 5      | 5      | 5      | 5      |